# Hřib přívěskatý
Hřib přívěskatý (Butyriboletus appendiculatus (Jakob Christan Schaeffer) D. Arora et J. L. Frank 2014) je vzácná houba z čeledi hřibovitých. Patří mezi teplomilné barevné hřiby, které se vyskytují na prohřátých hrázích rybníků nebo ve světlých listnatých lesích nížin a pahorkatin. V posledních desetiletích je v rámci České republiky pozorován výrazný úbytek této houby.

## Synonyma
- Boletus aereus Bull. 1791[2]
- Boletus aereus Frank[2]
- Boletus aerugineus J. Murr.[3]
- Boletus appendiculatus Schaeff. 1763[3]
- Boletus irrideus Rostk.[2]
- Boletus edulis f. appendiculatus Fr.
- Boletus radicans var. appendiculatus (Schaeff.) Pers. 1801[3]
- Tubiporus appendiculatus (Fr.) Maire 1937[3]
- hřib bronzový[4]
- hřib kamenný[4]
- hřib panenský[2][5]
- hřib žlutý[4]
- panský hříbek (na Třebotovsku)[6]

Další lidová jména: jedlovák, jedlák, máčkovják, madlovák, máselník, máslový žluťáček, lipovják, panské hříbek, panský hřib, plavák, sameťáček, smetaník, šafráník, žluťák.

## Taxonomie
Pro hřib přívěskatý se především ve starší literatuře objevuje označení Boletus aereus Bull. 1791, případně Boletus aereus Frank. Použití tohoto názvu ve smyslu hřibu přívěskatého můžeme najít např. u Krombholze, Smotlachy, Velenovského a Rickena. Odborný název Boletus aereus se dnes používá pro hřib bronzový. Nejednoznačnost pocházela z mykologického popisu Jeana Baptiste Francoise Bulliarda, na jejímž základě byly obě houby považovány jen za různé formy téhož druhu (bělomasou a žlutomasou).
V roce 2014 provedli američtí mykologové David Arora a Jonathan L. Frank na základě biomolekulárních analýz přesunutí řady druhů z rodu Boletus včetně hřibu přívěskatého do nově vzniklého rodu Butyriboletus (zhruba odpovídá původnímu pojetí sekce Appendiculati).

## Vzhled

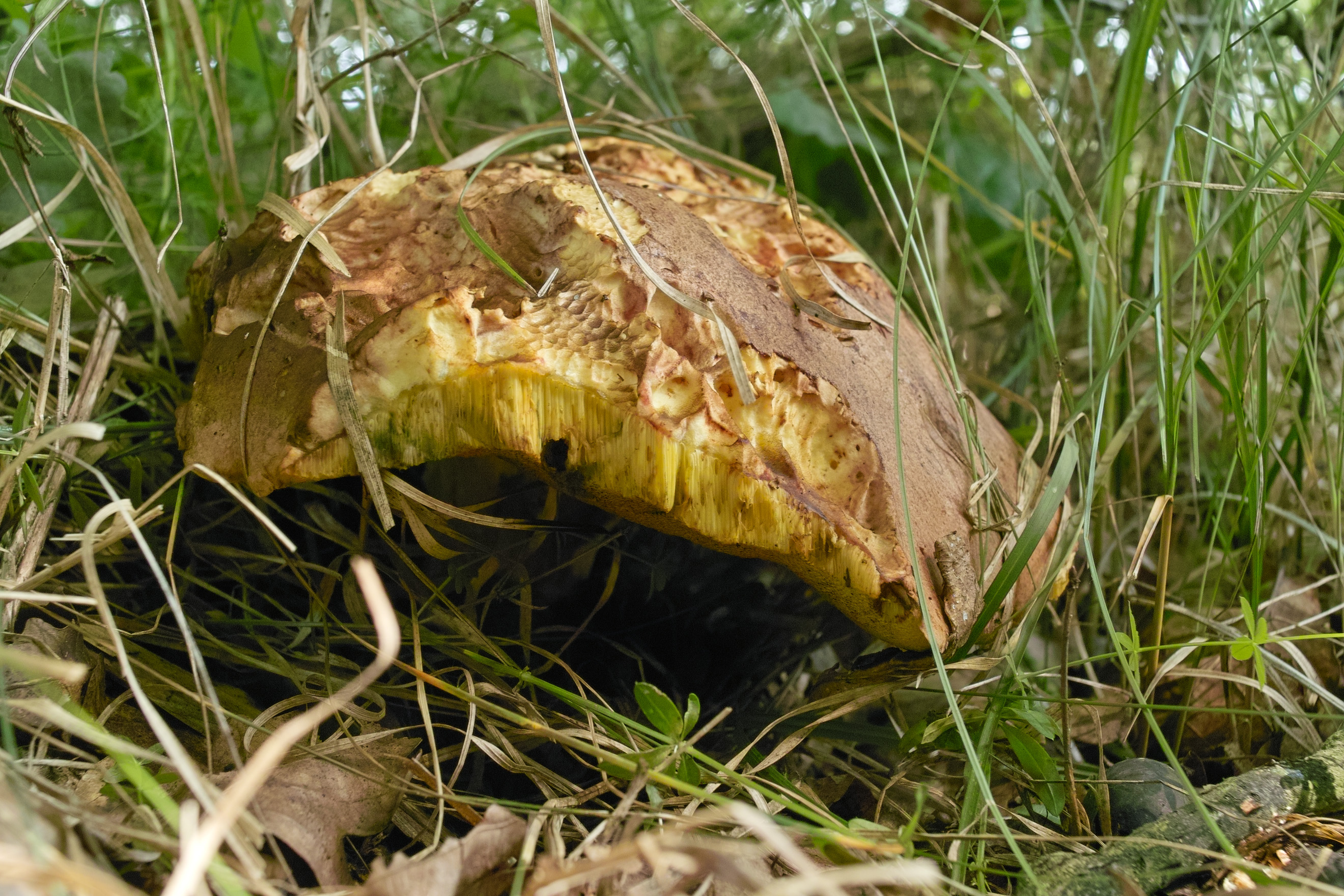
Starší plodnice mohou mít vybledlou pokožku klobouku

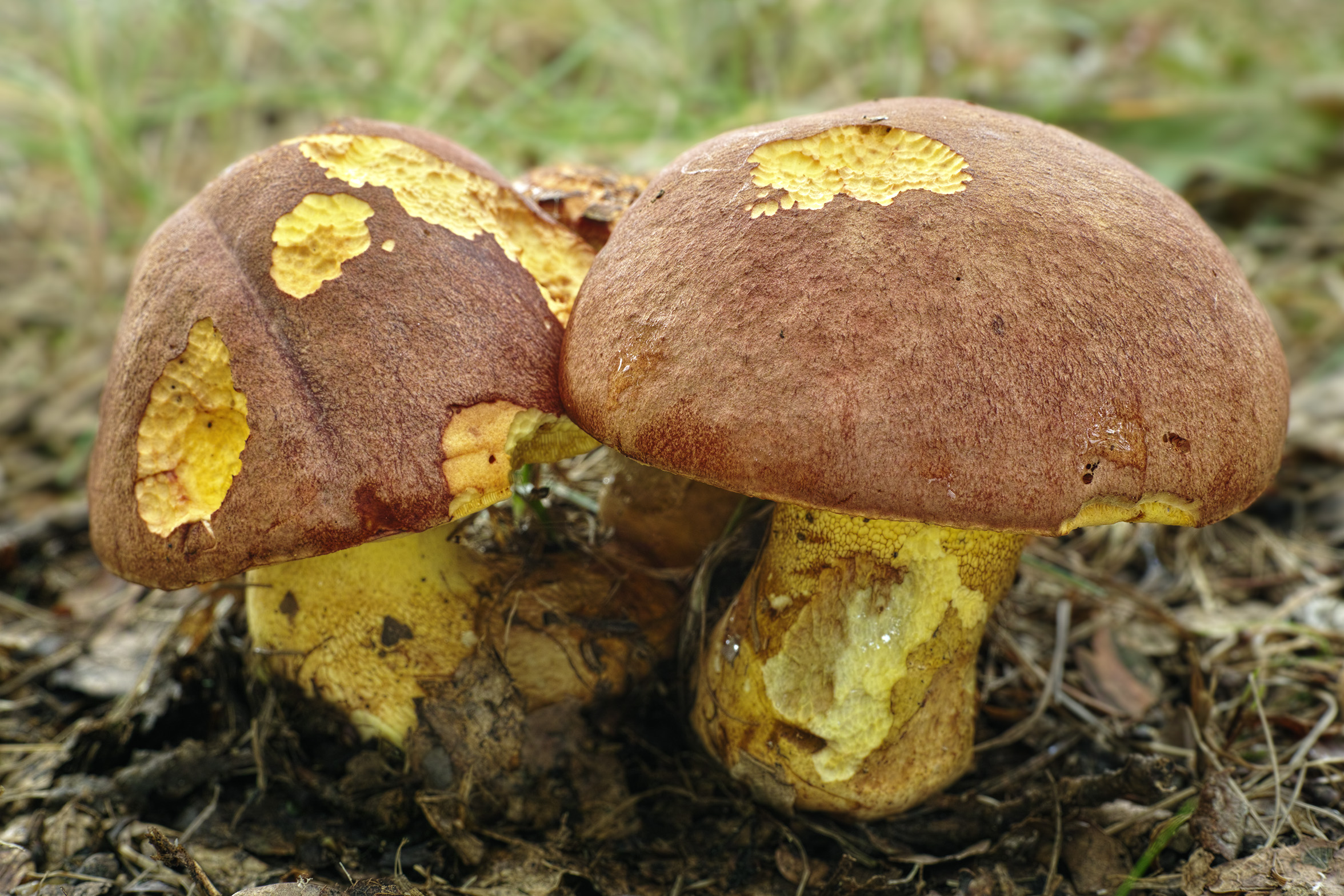
Srostlice plodnic

Klobouk je 60 – 160 (200, případně až 220) milimetrů velký, u mladých plodnic světle hnědý až šedohnědý, u starších může dosáhnout hnědorezavého až kaštanového odstínu. Povrch se při otlačení zbarvuje hnědočerveně nebo do tmavšího odstínu hnědé.
Rourky jsou v mládí světle žluté, později jasně žluté a u starších plodnic žlutoolivové. Po rozkrojení nebo pomačkání mírně modrají nebo zelenají – změna zbarvení však může téměř chybět.
Třeň je masitý, na bázi často krátkým přívěskem kořenující. Spodní polovina může být nahnědlá, hnědě skvrnitá. Přítomna je žlutá (na otlacích hnědnoucí) síťka, která většinou sestupuje až do spodní části třeně.
Dužina je žlutá, ve středu světlejší, může být až bělavá. Ve spodní části třeně bývá nahnědlá. Po rozkrojení v místě na rourkami slabě modrá, barevný projev ale může chybět.
Hřib přívěskatý bývá často červivý – typickým znakem pro tento druh je hnědé zbarvení chodbiček červů.

## Výskyt
Jde o vzácný hřib, který preferuje teplejší oblasti nížin a pahorkatin převážně na alkalických půdách. Roste ve světlých listnatých lesích a hrázních rybníků, obvykle pod duby, buky a habry. Pilát jej řadil mezi druhy xerotermních dubo-habrových hájů na vápenci a houby dubo-habrových lesů na nevápenných půdách. Uváděl i výskyt v rámci terestrických jedlobučin – je však třeba dodat, že tehdy (1969) ještě nebyl popsán blízce příbuzný a velmi podobný hřib horský, který se oproti hřibu přívěskatému liší právě výskytem v horských oblastech pod jehličnany. Rozpor mezi výskytem v teplých nížinách pod listnáči a v horách pod jehličnany však Pilát již tehdy zmiňoval.

## Rozšíření
Hřib přívěskatý roste v Evropě. Mimoevropské nálezy (Severní Amerika, Asie, Austrálie) vyžadují bližší studium. Evropské nálezy pocházejí z následujících zemí: Belgie, Bosna a Hercegovina, Bulharsko, Černá Hora, Česká republika, Dánsko, Estonsko, Francie, Gibraltar, Chorvatsko, Irsko, Itálie, Lichtenštejnsko, Litva, Lucembursko, Maďarsko, Německo, Nizozemí, Norsko, Polsko, Portugalsko, Rakousko, Rumunsko, Rusko, Řecko, Slovensko, Slovinsko, Spojené království, Srbsko, Španělsko, Švédsko, Švýcarsko a Ukrajina.
V rámci chráněných území České republiky byl nález hřibu přívěskatého popsán mimo jiné na následujících lokalitách:
- Chuchelský háj[14] (Praha)
- Luční[15] (okres Tábor)
- Malhotky[16] (okres Vyškov)
- Podyjí[17] (jižní Morava)
- Vrbenské rybníky[15] (okres České Budějovice)
- Žernov[18] (okres Pardubice)

## Záměna
- hřib horský (Butyriboletus subappendiculatus) – má světlejší klobouk, dužina neoxiduje, třeň nemá narůžovělé tóny[1]
- hřib růžovník (Butyriboletus fuscoroseus) – klobouk má načervenalé či narůžovělé tóny, podobně třeň[1]

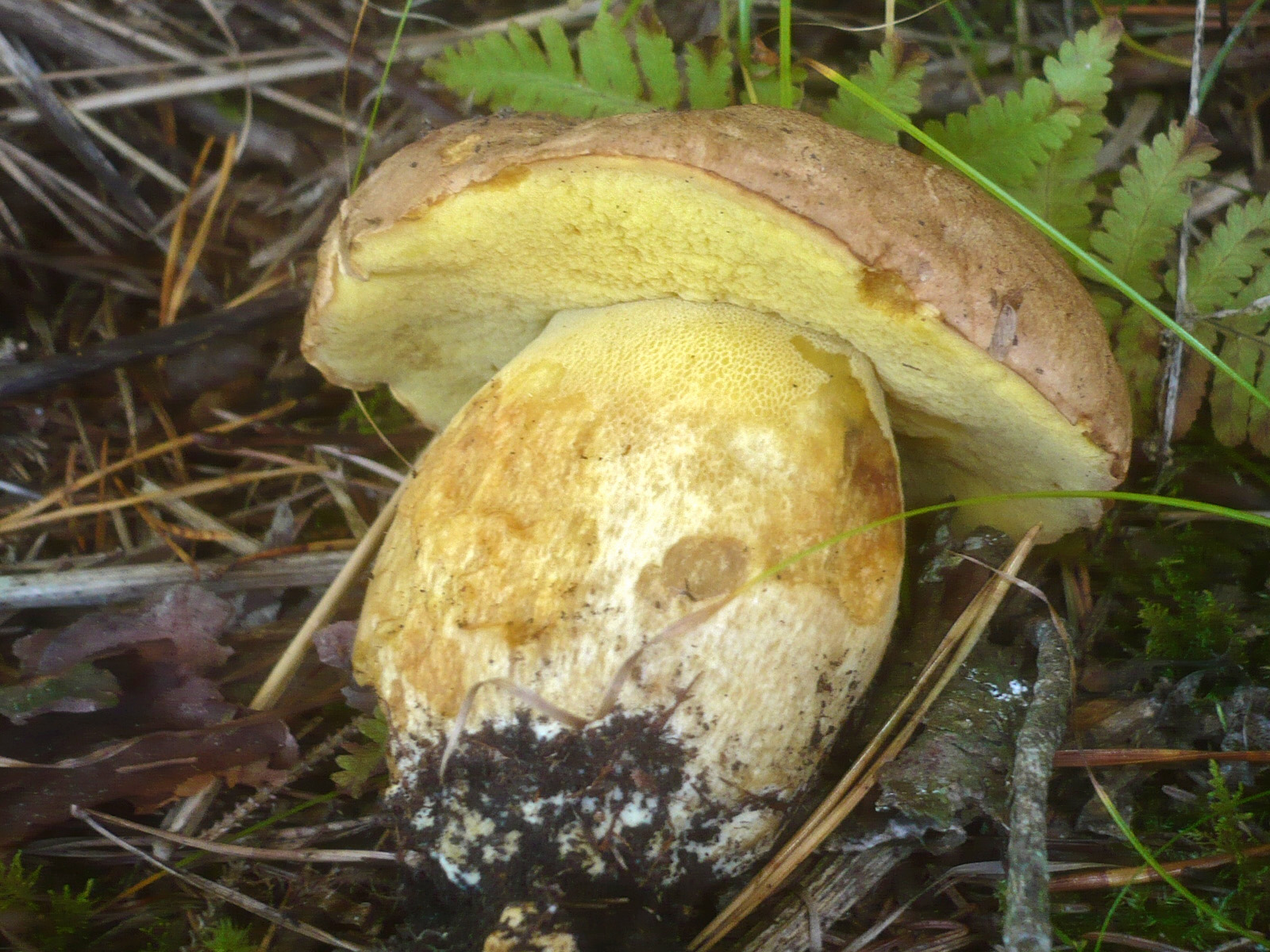
hřib horský
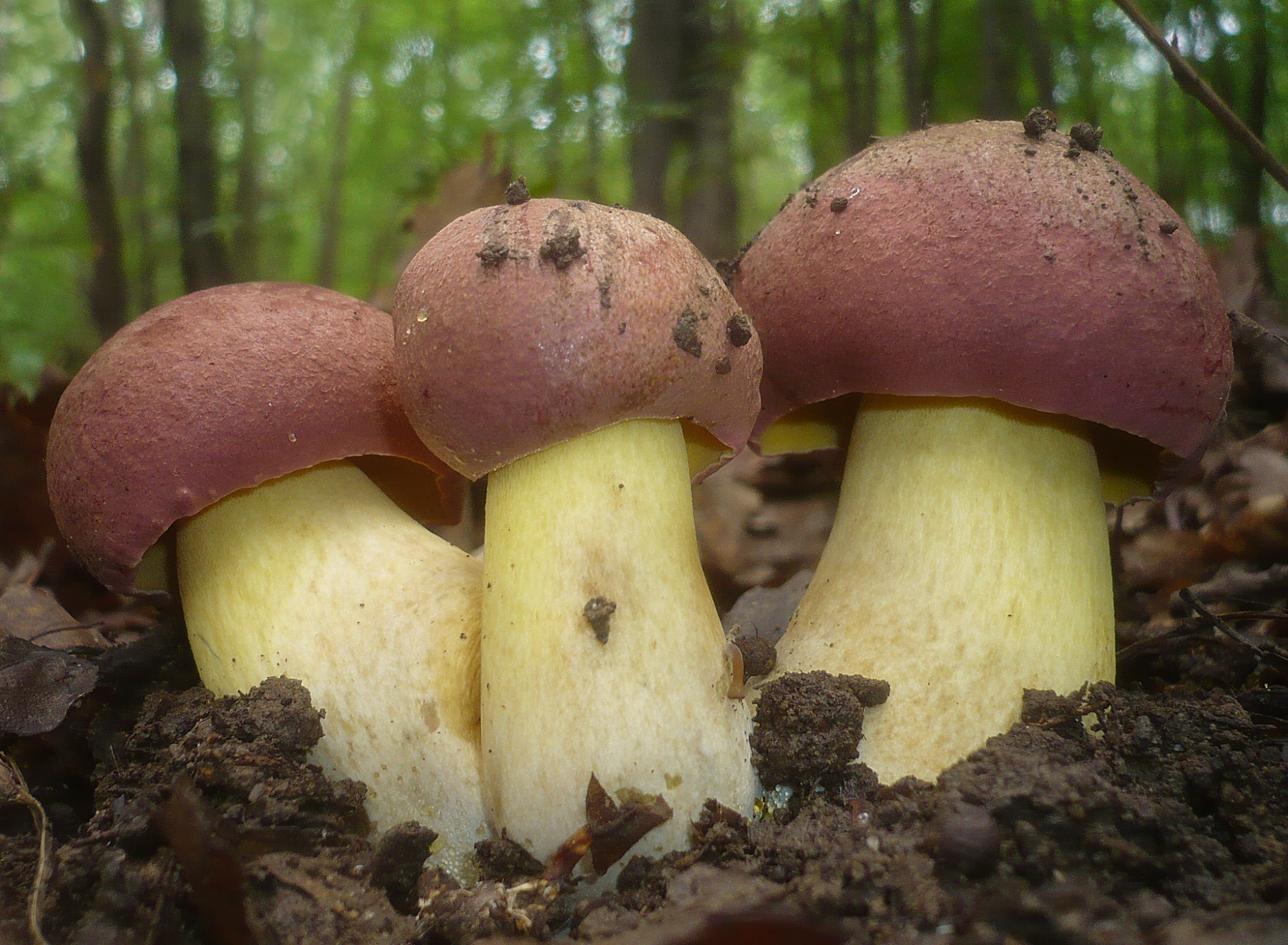
hřib růžovník

Hřib přívěskatý se může velice podobat hřibu růžovníku, s nímž sdílí i obdobná stanoviště. Oba druhy jsou poměrně variabilní a barva jejich klobouku se může měnit podle stáří plodnice. Hřib přívěskatý má klobouk zbarvený v odstínech hnědé, ale v důsledku rozpadu povrchové vrstvy (trichodermové hyfy) ve stáří často vystupuje odlišné zabarvení hlubší vrstvy, takže může být klobouk kaštanový nebo červenohnědý. Naopak klobouk mladých plodnic hřibu růžovníku je obvykle v mládí zbarvený růžovohnědě nebo červenohnědě, ale po rozpadu povrchového trichodermu dochází k obnažení nižší vrstvy, takže se ve stáří může barvit do okrova nebo žlutookrova. Dále se oba druhy mohou odlišovat růžovým zbarvením spodní části třeně, které je často (ne však vždy) přítomné u růžovníku.

## Ochrana
Ještě v polovině 20. století byl hřib přívěskatý považovaný za dosti hojný. V současnosti je veden v červeném seznamu hub České republiky jako téměř ohrožený druh. Neměl by se proto sbírat. Hlavními zdroji ohrožení jsou necitlivé lesnické zásahy a systematické vysbírávání plodnic houbaři.